# مارغريت موراي واشنطن
مارغريت موراي واشنطن (بالإنجليزية: Margaret Murray Washington)‏ هي ناشِطة أمريكية، ولدت في 9 مارس 1865، وتوفيت في 26 يونيو 1925.